# Leidesia procumbens
Leidesia procumbens là một loài thực vật có hoa trong họ Đại kích. Loài này được (L.) Prain mô tả khoa học đầu tiên năm 1913 publ. 1914.